# El Espejo, Guanajuato
El Espejo är en ort i Mexiko.   Den ligger i kommunen Silao de la Victoria och delstaten Guanajuato, i den centrala delen av landet, 280 km nordväst om huvudstaden Mexico City. El Espejo ligger 1 781 meter över havet och antalet invånare är 742.
Terrängen runt El Espejo är huvudsakligen platt, men norrut är den kuperad. Runt El Espejo är det ganska tätbefolkat, med 207 invånare per kvadratkilometer. Närmaste större samhälle är Guanajuato, 17,7 km nordost om El Espejo. Trakten runt El Espejo består till största delen av jordbruksmark.